# کارمن اجوگو
کارمن اِجوگو (انگلیسی: Carmen Ejogo؛ زادهٔ ۲۲ اکتبر ۱۹۷۳ ‏(۵۱ سال)) بازیگر سینما، و هنرپیشه اهل انگلستان است. وی از سال ۱۹۸۶ میلادی تاکنون مشغول فعالیت بوده‌است.

## بخشی از فیلمشناسی
از فیلم‌ها یا برنامه‌های تلویزیونی که وی در آن نقش داشته‌است می‌توان به آثار زیر اشاره کرد.
- مترو (۱۹۹۷)
- انتقام‌جویان (۱۹۹۸)
- من تو را می‌خواهم (۱۹۹۸)
- درد بیهوده عشق (۲۰۰۰)
- عطر (۲۰۰۱)
- بایکوت (۲۰۰۱)
- نوئل (۲۰۰۴)
- شجاع (۲۰۰۷)
- غرور و افتخار (۲۰۰۸)
- جایی که می‌رویم (۲۰۰۹)
- الکس کراس (۲۰۱۲)
- پاکسازی: هرج و مرج (۲۰۱۴)
- سلما (۲۰۱۴)
- متولد رنگ آبی (۲۰۱۵)
- جانوران شگفت‌انگیز و زیستگاه آن‌ها (۲۰۱۶)
- بیگانه: کاوننت (۲۰۱۷)
- جانوران شگفت‌انگیز: جنایات گریندل‌والد (۲۰۱۸)
- چشمه جوانی (۲۰۲۵)
- کاترین کوکسون (۱۹۹۸)
- گروگان (۲۰۰۶–۲۰۰۷)